# Synaphris saphrynis
Espèce
Synaphris saphrynis est une espèce d'araignées aranéomorphes de la famille des Synaphridae.

## Distribution
Cette espèce est endémique de Castille-La Manche en Espagne,. Elle a été découverte dans la province de Tolède vers Huecas.

## Description
Les mâles mesurent de 0,95 à 1,08 mm.

## Systématique et taxinomie
Cette espèce a été décrite par Lopardo, Hormiga et Melic en 2007.

## Publication originale
- Lopardo, Hormiga & Melic, 2007 : « Spinneret spigot morphology in synaphrid spiders (Araneae, Synaphridae), with comments on the systematics of the family and description of a new species of Synaphris Simon 1894 from Spain. » American Museum novitates, no 3556, p. 1-16 (texte intégral).